# Associação Atlética Itararé
A Associação Atlética Itararé é um clube de futebol brasileiro sediado na cidade de Itararé, no estado de São Paulo. Sua fundação ocorreu em 20 de outubro de 1950, resultado da fusão de dois clubes amadores locais: o Grêmio Esportivo Ford e o Esporte Clube Bandeirantes.
No ano de 2017, o clube retornou às competições oficiais da Federação Paulista de Futebol, após estar licenciado por uma década. Sua reestreia ocorreu em 9 de abril, conquistando uma vitória sobre o Elosport na quarta divisão estadual, que, na época, representava o último nível hierárquico do Estado.